# Koolan Island
Koolan Island är en ö i Australien. Den ligger i delstaten Western Australia, omkring 1 900 kilometer nordost om delstatshuvudstaden Perth. Arean är 26,9 kvadratkilometer. Den sträcker sig 6,2 kilometer i nord-sydlig riktning, och 12,3 kilometer i öst-västlig riktning.